# 田淵累生
田淵 累生（たぶち るい、1995年9月12日 - ）は、日本の俳優。石川県出身。Orb Promotion所属、BEBOPと業務提携。ハイスクールチルドレン・VOYZ BOYの元メンバーである。

## 経歴
2017年、中央大学在学中に大学内のコンテストでミスター中央に選出され、「Mr. of Mr. CAMPUS CONTEST 2017」に出場し準グランプリを受賞。
2018年、秋元康プロデュース・声優オーディション番組『キミモテロッジ』に、就活の内定を辞退し参加。
オーディションを勝ち抜き、2018年10月5日に石橋弘毅・高橋奎仁・富園力也・福井巴也の四人と「ハイスクールチルドレン」を結成。メンバーの中では最年長。
2019年、舞台『仮面ライダー斬月』 -鎧武外伝-より俳優活動を開始。
2019年5月、VOYZ ENTERTAINMENT 所属に伴い、VOYZ BOYを兼任することが発表され、6月よりVOYZ BOYとして活動を開始。
2021年11月30日をもって俳優業に専念するためにVOYZ ENTERTAINMENT退所。それに伴い、VOYZ BOYを卒業、ハイスクールチルドレンの解散。
2023年9月12日から、自身がプロデュースするシルバージュエリーブランド「222 THREE PEACE」を展開。
2025年4月11日よりOrb Promotion所属、BEBOPと業務提携。

## 人物
- 趣味・特技は映画鑑賞、殺陣、ダンス、バスケットボール、ワンピースカードの収集、ゲーム[1]。
- 公式ニックネームは「ルイ」、ファンからは「累生くん」と呼ばれることが多い。

## 出演
※太字は主演

### 舞台
2019年
- 舞台『仮面ライダー斬月』-鎧武外伝- （3月） - オセ 役
- Rock Opera『R&J』（6月 - 7月） - マキューシオ 役
- 舞台『刀剣乱舞』維伝 朧の志士たち（11月 - 2020年1月） -  和泉守兼定 役

2020年
- 朗読劇『秋の終わりのリーディング文学』〜芥川龍之介編〜（12月）
  - 藪の中（12月8日・10日 - 13日）
  - 羅生門（12月9日 - 13日）

2021年
- 舞台『弱虫ペダル』SPARE BIKE篇〜Heroes!!〜（3月） - 巻島裕介 役
- 舞台『文豪ストレイドッグス』 - 太宰治 役
  - 舞台『文豪ストレイドッグス DEAD APPLE』（4月 - 5月）
  - 舞台『文豪ストレイドッグス 太宰、中也、十五歳』（10月）

- 舞台『プレイタの傷』 （11月） -  烏末ジン 役

2022年
- 舞台『灼熱カバディ』（2月）- 主演・宵越竜哉 役
- 舞台『無人島に生きる十六人』（4月）- 父島ケレップ 役
- 舞台 『文豪ストレイドッグス STORM BRINGER』（6月 - 7月）- 太宰治 役
- 舞台『雨降る正午、風吹けば』（7月）- 永井平次 役
- MEIJIZA 150th Anniversary Special Concert『The Dream Co-Star』（9月）
- アナタを幸せにする世界の伝説シリーズ・アナ伝 vol.3『ジェヴォーダンの怪物〜狼男伝説〜』（10月）- ダーウィン（ヨーロッパオオカミ・イギリス）役
- ミュージカル『ウインドボーイズ！』（12月）- 向十希 役

2023年
- 舞台『地獄楽』（2月） - 山田浅ェ門桐馬 役
- 舞台『信長未満 -転生光秀が倒せない-』 （2023年3月） - 家康 役
- 舞台『文豪ストレイドッグス 共喰い』（6月 - 7月） - 太宰治 役
- 舞台『刀剣乱舞』七周年感謝祭 -夢語刀宴會（）-（8月） - 和泉守兼定 役
- 明治座創業150周年記念 舞台『赤ひげ』（10月 - 12月） - 竹造 役
- 音楽朗読劇 THE LITTLE MATCH GIRL 〜アンデルセン童話『マッチ売りの少女』より〜（11月・12月）

2024年
- 舞台『地獄楽-終の章-』（2月） - 山田浅ェ門桐馬 役
- 舞台『刀剣乱舞』心伝（） つけたり奇譚の走馬灯（6月 - 7月） - 和泉守兼定 役
- 舞台『リーマンズクラブ』（9月） - 主演・白鳥尊 役
- Uzume 第12回公演『あの春は、いつまでも青い』-永南高校バスケットボール部-（9月 - 10月） - 主演・桜井晴人 役
- 舞台『のうぜい合戦』（10月 - 11月） - 新開光昭 役

2025年
- ライドカメンズ The STAGE（1月 - 2月） - 神威為士 / 仮面ライダー神威 役
- 舞台『権乱業火～懊悩の信念～』（4月） - 聖徳 役
- 舞台『ろくでなしコーラス2025』（6月） - ジュリー 役
- 舞台『死神遣いの事件帖 終』（8月 - 9月）
- 舞台『RE:BIRTH』（10月〈予定〉） - 尚獲 役
- 復刻 舞台『増田こうすけ劇場 ギャグマンガ日和 〜奥の細道 地獄のランウェイ編〜』（10月 - 11月〈予定〉） - 河合曽良 役

### 映画
- 文豪ストレイドッグス BEAST（2022年） - 太宰治 役[48]
- 映画刀剣乱舞 -黎明- （2023年3月) ｰ 和泉守兼定 役
- ウルフハンターが行く！ 人狼 三国志編（2023年7月） - 曹真 役[49]
- 威風堂々〜奨学金って言い方やめてもらっていいですか？〜（2024年） - 水江聡太 役[50]
- 死神遣いの事件帖 終（2025年6月）[51]

### 劇場アニメ
- キミだけにモテたいんだ。（2019年10月)

### テレビ
- バゲット（2018年11月 -  2020年12月、日本テレビ）
- DASADA（2020年1月 -  3月、日本テレビ）

### テレビドラマ
- 信長未満 -転生光秀が倒せない-（2020年、テレビ神奈川） - 家康 役[52]

## ディスコグラフィ

### シングル
|     | 発売日         | タイトル                            | 商品名                                               |
| --- | -------------- | ----------------------------------- | ---------------------------------------------------- |
| 1st | 2019年10月30日 | 1. 愛の鎖 2. ハイスクールプリンセス | 「キミだけにモテたいんだ。」サウンドトラックシングル |

|     | 発売日       | タイトル                                                | 商品名           |
| --- | ------------ | ------------------------------------------------------- | ---------------- |
| 1st | 2021年3月3日 | 1. GALAXY 2. Re-write 3. beautiful star 4. 手をつなごう | GALAXY/ Re-write |

### アルバム
|     | 発売日        | タイトル | 収録アルバム        |
| --- | ------------- | --- | ------------------- |
| 1st | 2020年4月29日 | 1. ARRIVAL/overture 2. 僕等の世界 3. 夏の花束 4. NEVER GIVE UP 5. 僕等のアンチテーゼ/interlude 6. YES or NO 7. あの日見た空 8. PRETTY SPIDER 9. Starting Over | ARRIVAL OF VOYZ BOY |

## 書籍

### 関連書籍
- フォトブック『星巡り』3（2024年）[53]